# Lyn
 For alternative betydninger, se Lyn (flertydig). (Se også artikler, som begynder med Lyn)
Et lyn er en stor elektrisk udladning mellem sky og jord eller hav, eller mellem sky og sky. Et lyn er en stor gnist i jordens atmosfæres luft. Lyn løber gennem luften ved at en elektrisk spændingsforskel omdanner luftens molekyler til ioner. Derved dannes der en kanal som lynet kan løbe igennem. Mens lynet løber igennem kanalen omdannes molekylerne til plasma, og der er typisk omkring 15.000 °C og helt op til 30.000 °C i lynkanalen mens lynets elektricitet løber igennem, og det er faktisk op til 5 gange så høje temperaturer, som der findes på Solens overflade.
Selve lynkanalen er fra 2–15 cm tyk og holdes på det lille tværsnit grundet det elektromagnetiske knibningsfænomen. Hele lynforløbet af et typisk lyn varer i ca. 1/4 sekund og består af tre til fire hovedudladninger med ca. 0,04 sekunders tidsinterval. Det typiske lyn overfører kortvarigt en strøm på ca. 10.000 ampere og en elektrisk ladning på i alt ca. 25 coulomb. Strømstyrken varierer, og der er målt lyn med strømstyrke op til 200.000 ampere på det tidspunkt, hvor lynet springer.
For at lynet kan springe, skal der være en spændingsforskel på ca. 200-1000 volt per millimeter højde. Et typisk lyn kan således være baseret på en spændingsforskel på op til flere hundrede millioner volt. Man har i dag ingen forklaring hvordan lyn starter - og videnskaben kan endnu ikke forklare, hvordan den store ladning som afledes via lynet, blev dannet og hvor den var.
Nogle lyn udsender store mængder gammastråling og/eller røntgenstråling.
Nogle tordenskyers lyn (lyn i den øvre atmosfære) sender elektroner og overraskende nok positroner ud i rummet.
Lyn i den øvre atmosfære laver også røde feer og mange andre fænomener. Lyn laver også radioaktive isotoper som fx kulstof-13, kulstof-14 og nitrogen-15.
Både lyn og mindre udladninger i jordens atmosfære danner stoffer, fx OH og HO2, som renser luften.

## Megalyn
Det længste lyn blev målt 31. oktober 2018 til at være 700 km langt og varede 16,73 sekunder. Lynet strakte sig fra Argentina til Atlanterhavet. Megalyn er ret almindelige tættere mod ækvator end Danmark. I sommeren 2007 over Oklahoma, USA, blev der målt et megalyn med en længde på 321 kilometer.

## Lynkanalens form
Lynets kanal er ikke en ret lodret linje som man umiddelbart ville forvente, men derimod med masser af sidekanaler og knæk – faktisk er den bedste model for lynets form en fraktal.

## Måling af afstand til lynnedslag
Man kan nogenlunde måle afstanden til lynnedslaget. Man skal blot begynde at tælle sekunderne, når man ser lysglimtet fra lynet, da det tager ca. et sekund at udtale tusind (et-tusind, to-tusind, tre-tusind, osv.) kan man tælle tusinder.
Når det første høje knitren kan høres, stoppes med at tælle. Nu divideres det antal tusinde man har talt til med tre, og man får afstanden i kilometer. Har man for eksempel talt til titusind (10 sekunder), divideres med tre og det giver ca. 3⅓ km.
Lyset kommer til os med lysets hastighed (ca. 300.000.000 m/s dvs. næsten øjeblikkelig) og tordenen kommer et lille stykke tid efter, fordi lydens hastighed er langt lavere – ca. 330–340 m/s (afhænger at lufttryk og temperatur). Så lyset er ca. en million gange hurtigere end lyden. Derfor behøver vi kun tage højde for lydens hastighed, når vi vil måle afstanden til lynnedslaget.

## Måling af afstand til sky-til-sky-lyn (skyerne)
Man kan nogenlunde måle afstanden til skyerne. Man skal blot begynde at tælle tusinder, når man ser lysglimtet fra sky-til-sky-lyn, der er lige oven over.
Når det første høje knitren fra sky-til-sky-lynet kan høres, stoppes med at tælle. Nu divideres det antal tusinde, man har talt til, med tre, og man får afstanden i kilometer.
Er man god til trigonometri, kan man også tage højde for vinklen i forhold til lodret, for sky-til-sky-lyn.
Skyerne er ca. 1–5 km over vandoverfladen og jordoverfladen i Danmark.

## Sammenligning mellem lysstofrør, neonrør og lyn
Et lysstofrør, neonrør og blitzrør (gasudladningsrør) virker også ved, at der løber en strøm gennem henholdsvis kviksølv-plasma, neon-plasma og xenon-plasma. Så længe vi giver rørene strøm og spænding, så lyser de.
For at starte lysstofrør og neonrør bliver man også nødt til at lave et lille lyn gennem den isolerende gas. Lynet gør, at gassen får løsrevet elektroner og derved bliver til plasma. Lysstofrørlynet laves i ældre lysstofrøramaturer af kombinationen af glimtænderen og ballastspolen.